# Kale KCR556
O KCR 556 é um fuzil de serviço desenvolvido para as Forças Armadas da Turquia por Kale Kalıp. Dispara munição 5,56×45mm NATO.

## Projeto
A arma modular é um fuzil avançado operado a gás com cabeça de ferrolho rotativa e sistema de gás fixo acionado por haste de pistão. É adequado para uso ambidestro. Possui um sistema de gás livre de manutenção de até 10.000 tiros que minimiza incrustações e calor. O cano forjado com martelo frio cromado flutua livremente. A arma é bastante ergonômica com sua mira modular de ferro rebatível e coronha telescópica ajustável de cinco posições.
O comprimento da arma é de 655 mm quando a coronha está estendida. É fabricado em 3 opções de comprimento de cano, 368 mm, 280 mm e 190 mm. A arma pesa 2.630 gramas, excluindo o carregador.

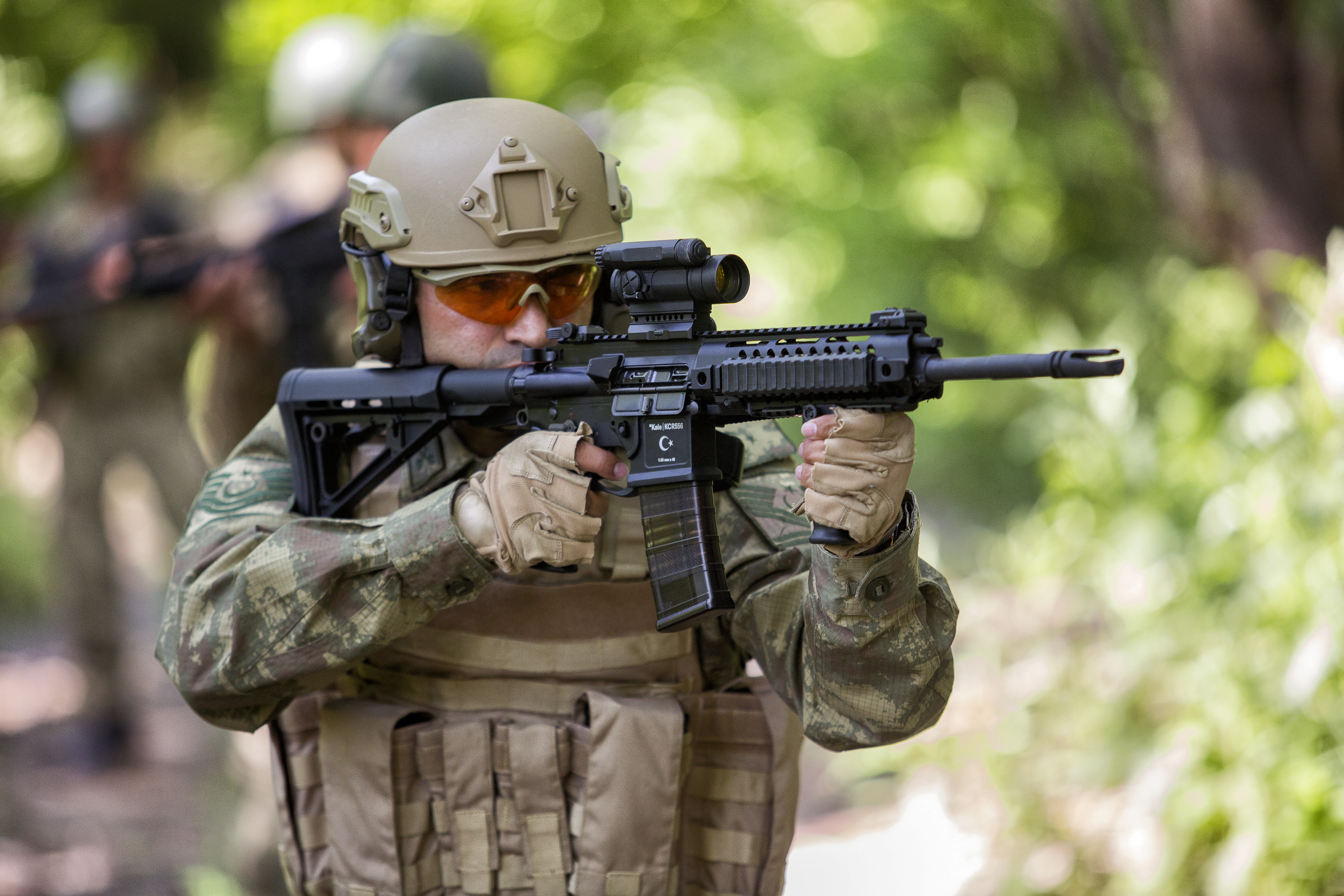
KCR556

## Operadores
- Turquia
  - Comando Geral da Gendarmaria
    - Comando Especial de Segurança Pública da Gendarmaria
    - Operações Especiais da Gendarmaria

  - Comando da Guarda Costeira
  -  Chipre do Norte
    - Comando das Forças de Segurança
- Catar
- Brasil
- Líbia